# Cristiano Zanoletti
Pas d'image ? Cliquez ici

a Compétitions nationales et continentales officielles uniquement.

b Matchs officiels uniquement.
Dernière mise à jour le 30 janvier 2024.
Cristiano Zanoletti, né le 17 novembre 1974 à Brescia (Italie) est un joueur international italien de rugby à XV. Il joue au poste de centre.

## Biographie

### En équipe nationale
Il a eu sa première cape internationale le 24 novembre 2001 à l'occasion d'un match contre l'équipe des Samoa.

## Palmarès

### Club
- Champion d'Italie en 2005
- Vainqueur de la Coupe d'Italie en 2004

### Sélection nationale
- 7 sélections avec l'Italie
- Sélections par année : 1 en 2001, 5 en 2002, 1 en 2005.
- Tournoi des Six Nations disputé: 2002.